# ミヒャエル・コンゼル
ミヒャエル・コンゼル（Michael Konsel , 1962年3月6日 - ）はオーストリア出身の同国代表サッカー選手。ポジションはゴールキーパー。
オーストリア・ブンデスリーガとイタリア・セリエAで最優秀GK賞を獲得し、オーストリアの歴史に名を残したGK。

## 経歴
12年に渡りSKラピード・ウィーンでプレー、リーグ戦では合計395試合に、ヨーロッパカップでは合計42試合に出場する。UEFAカップウィナーズカップ準優勝2回、オーストリア・ブンデスリーガ優勝3回、オーストリア・カップ優勝3回を果たし、自らもオーストリア最優秀選手に2度、オーストリア最優秀GK賞に4度選出される。
1997年にイタリア・セリエAのASローマに移籍。初年度からワールドクラスのプレーをコンスタントに見せ、セリエA最優秀GK賞を獲得する。その後はSSCヴェネツィアでもプレーし、2002年に引退する。
オーストリアA代表としては1990年FIFAワールドカップ・イタリア大会では控えであったものの、1998年FIFAワールドカップ・フランス大会では守護神として全試合に出場する。
現在は「オットー・コンゼル・GKキャンプ」を運営し、子供のGK育成に力を注いでいる。

## 代表歴

### 出場大会
- オーストリア代表
  - 1990 FIFAワールドカップ
  - 1998 FIFAワールドカップ

### 試合数
- 国際Aマッチ 43試合 0得点（1985年-1998年）[1]

| オーストリア代表 | 国際Aマッチ | 国際Aマッチ |
| 年               | 出場        | 得点        |
| ---------------- | ----------- | ----------- |
| 1985             | 1           | 0           |
| 1986             | 0           | 0           |
| 1987             | 0           | 0           |
| 1988             | 1           | 0           |
| 1989             | 1           | 0           |
| 1990             | 6           | 0           |
| 1991             | 4           | 0           |
| 1992             | 5           | 0           |
| 1993             | 0           | 0           |
| 1994             | 1           | 0           |
| 1995             | 4           | 0           |
| 1996             | 6           | 0           |
| 1997             | 7           | 0           |
| 1998             | 7           | 0           |
| 通算             | 43          | 0           |

## 獲得タイトル
- UEFAカップウィナーズカップ準優勝2回　（1985,1996）
- オーストリア・ブンデスリーガ優勝3回　（1987,1988,1996）
- オーストリア・カップ優勝3回　（1985,1987,1995）
- オーストリア・スーパーカップ優勝3回　（1986,1987,1988）
- ドイツ・カップ優勝1回　（1997）